# Askov (Minnesota)
Askov is een plaats (city) in de Amerikaanse staat Minnesota, en valt bestuurlijk gezien onder Pine County.

## Demografie
Bij de volkstelling in 2000 werd het aantal inwoners vastgesteld op 368.

## Geografie
Volgens het United States Census Bureau beslaat de plaats een oppervlakte van
3,3 km², geheel bestaande uit land.